# L'Été magique
Pour plus de détails, voir Fiche technique et Distribution.
L'Été magique (Summer Magic) est un film de Walt Disney Productions en Technicolor réalisé par James Neilson, sorti en 1963.
Il est librement adapté du roman de Kate Douglas Wiggin : Les Locataires de la maison jaune (1911). Un précédente adaptation est sorti en 1938 : Bonheur en location.

## Synopsis
Margaret Carey devenue veuve prépare à déménager sa famille dans un appartement moins cher, mais sa fille aînée Nancy Carey écrit à Osh Popham, l'intendant de la maison de campagne d'un millionnaire en vacances dans le Maine, qu'elle a vu. Popham autorise la famille Carey à occuper la maison pour un maigre loyer et en échange de menus travaux pour la rendre vivable, mais à la consternation de sa femme Mariah. Nancy est peinée quand son arrogante cousine Julia survient, encore plus quand se faisant passer pour une débutante elle vole l'attention du beau et nouveau professeur Charles Bryant. Nancy obtient une compensation inattendue avec l'arrivée de Tom Hamilton qui est encore plus désirable, ne réalisant pas qu'il est le propriétaire de la maison dans laquelle elle vit.

## Fiche technique
- Titre  : L'Été magique
- Titre original : Summer Magic
- Réalisation : James Neilson assisté d'Austin Jewell
- Scénario : Sally Benson d'après un roman de Kate Douglas Wiggin
- Photographie : William E. Snyder
- Montage : Robert Stafford
- Direction artistique : Carroll Clark, Robert Clatworthy
- Décors : Emile Kuri, Frank R. McKelvy
- Costumes : Bill Thomas, Gertrude Casey, Chuck Keehne
- Maquillage : Pat McNalley
- Coiffure : Ruth Sandifer
- Technicien du son : Robert O. Cook, Dean Thomas
- Effets spéciaux : Eustace Lycett
- Effets visuels : Peter Ellenshaw
- Musique :
  - Composition : Buddy Baker
  - Orchestrations : Walter Sheets, Bobby Hammack
  - Chansons : Richard M. Sherman et Robert B. Sherman (Flitterin, Beautiful Beulah, Summer Magic, The Ugly Bug Ball, Pink of Perfection, On the Front Porch, Femininity)
  - Coach vocal : Camarata
  - Montage sonore : Evelyn Kennedy
- Producteurs : Walt Disney, Ron Miller (associé)
- Société de production : Walt Disney Productions
- Pays d'origine : États-Unis
- Format : couleur (Technicolor) - image : 1,75:1 - pellicule : 35 mm - son : Mono
- Genre : comédie
- Durée : 100 min
- Date de sortie : 7 juillet 1963

Sauf mention contraire, les informations proviennent des sources concordantes suivantes : Leonard Maltin, John West et IMDb

## Distribution
- Hayley Mills (VF : Béatrice Bruno (dialogues) / Christiane Legrand (chant)) : Nancy Carey
- Burl Ives (VF : Claude Bertrand (dialogues) / Jean Cussac (chant)) : Osh Popham
- Dorothy McGuire (VF : Danielle Volle (dialogues) / Claire Leclerc (chant)) : Margaret Carey
- Deborah Walley (VF : Monique Thierry (dialogues)) : Julia Carey
- Eddie Hodges : Gilly Carey
- Jimmy Mathers : Peter Carey
- Michael Pollard (VF : Jean-François Vlérick) : Digby Popham
- Wendy Turner (VF : Séverine Morisot) : Lallie Joy Popham
- Una Merkel (VF : Paule Emanuele) : Mariah Popham
- Peter Brown (VF : Jean-Pierre Dorat) : Tom Hamilton
- Jim Stacy (VF : Jean-Claude Balard (à confirmer)) : Charles Bryant
- O. Z. Whitehead (VF : Philippe Dumat) : M. Perkins
- Eddie Quillan : le facteur
- Norman Leavitt (VF : Henri Labussière) : le barbier
- Paul E. Burns (VF : Henri Labussière) : drinker
- Harry Holcombe[3] (VF : Jean Michaud) : Henry Lord
- Hilda Plowright[3] (VF : Marie Francey) : Mary
- Marcy McGuire (VF : Lisette Lemaire) : Ellen

Sauf mention contraire, les informations proviennent des sources suivantes : Leonard Maltin, Dave Smith, John West et IMDb

## Sorties au cinéma
Sauf mention contraire, les informations suivantes sont issues de l'Internet Movie Database.
- États-Unis : 7 juillet 1963
- Japon : 20 mars 1965
- Mexique : 28 octobre 1965
- Allemagne : 8 octobre 1995 (TV)

## Origine et production
L'Été magique est basé sur un roman de Kate Douglas Wiggin, Mother Carey's Chickens (1911),,. Il avait déjà été adapté en 1938 par Rowland V. Lee avec en vedette Anne Shirley. La scénariste Sally Benson avait déjà écrit une ébauche de scénario quand Walt Disney a demandé aux frères Sherman d'en faire un film musical. Walt Disney leur a tendu le script et indiquait qu'il envisageait Burl Ives dans le film dans le rôle d'Osh Popham. Les Sherman connaissaient Ives comme chanteur folk et ont écrit pour lui.
L'adaptation Disney du roman développe principalement l'histoire autour de la cousine Julia et se repose sur sept chansons écrites par les frères Sherman. L'une d'elles, The Ugly Bug Ball interprétée par Burl Ives a eu du succès au Royaume-Uni. Elle comporte des images qui pourraient provenir de scènes inutilisées de la série True-Life Adventures ce qui semble « ingénieux ou peut-être incongru » pour Leonard Maltin. La balade romantique On the Front Porch est une des chansons préférées de Robert Sherman.
La distribution comprend Hayley Mills, actrice sous contrat avec le studio Disney qui joue ici l'un de ses derniers grands rôles. Les frères Sherman ont souhaité que les chansons soient plus chorégraphiées dans le film mais le réalisateur James Neilson était contre, d'où selon John West une certaine lourdeur à l'écran durant les chansons.
Le film a été tourné presque en totalité aux studios Disney de Burbank, les jardins des maisons utilisant les talus artificiels autour du studio. Le reste des décors utilise des peintures mattes.

## Sortie et accueil
Le film n'a pas attiré beaucoup de monde durant l'été 1963, et a rapporté un peu plus de quatre millions d'USD, dix fois moins que Mary Poppins sorti treize mois plus tard.
Le magazine Time écrit que, pour que cet été soit magique pour les enfants, ils doivent être enfermés dans le noir avec l'espoir d'une liberté en sucre d'orge, échappé des traumatismes de la ligue junior, repu de la tyrannie des carnets de notes, en sursis des tourments de la brosse à dents et des brassières d'écoliers. Judith Crist du Herald Tribune considère que sous la plume de Sally Benson, une veuve avec trois enfants au tournant du XXe siècle devient un quartet de ragtime, une de ces désagréables familles perpétuellement rassemblée autour d'un piano. Eugene Archer du New York Times pense que les jeunes de six ans devraient apprécier le film.
Le film a été diffusé à la télévision dans l'émission Walt Disney's Wonderful World of Color  sur NBC en deux épisodes, le 5 décembre et 12 décembre 1965. Le film a été édite en vidéo en 1985.

## Analyse
L'Été magique fait partie des films que l'on qualifie de « léger divertissement », et selon Leonard Maltin, le scénario du film pourrait tenir en vingt minutes tandis que les 80 minutes restantes sont consacrées à une cousine snobinarde venue s'installer dans la famille. Pour Dave Smith, c'est le premier film de Disney que l'on peut qualifier de comédie musicale. Pour John West, le film est drôle mais pas fantastique. Les chansons des frères Sherman sont pour Maltin assez oubliables mais elles servent bien le film et permettent de regrouper l'ensemble des acteurs. West précise que l'ensemble des chansons des Sherman ont été composées en parallèle à celles de Mary Poppins. Maltin écrit que si le spectateur a tout oublié de l'histoire du film juste à la sortie de la salle, c'est normal. Malgré le précédent succès familial de Sally Benson, Le Chant du Missouri adapté en 1944 rien ne semble avoir été fait pour donner de la valeur au film.